# Zuzela (gromada)
Zuzela – dawna gromada, czyli najmniejsza jednostka podziału terytorialnego Polskiej Rzeczypospolitej Ludowej w latach 1954–1972.
Gromady, z gromadzkimi radami narodowymi (GRN) jako organami władzy najniższego stopnia na wsi, funkcjonowały od reformy reorganizującej administrację wiejską przeprowadzonej jesienią 1954 do momentu ich zniesienia z dniem 1 stycznia 1973, tym samym wypierając organizację gminną w latach 1954–1972.
Gromadę Zuzela z siedzibą GRN w Zuzeli utworzono – jako jedną z 8759 gromad na obszarze Polski – w powiecie ostrowskim w woj. warszawskim, na mocy uchwały nr VI/10/11/54 WRN w Warszawie z dnia 5 października 1954. W skład jednostki weszły obszary dotychczasowych gromad Kałęczyn, Opatowina, Smolewo, Smolewo parcele i Zuzela ze zniesionej gminy Szulborze-Koty oraz obszar dotychczasowej gromady Zakrzewo-Słomy ze zniesionej gminy Zaręby Kościelne w tymże powiecie. Dla gromady ustalono 10 członków gromadzkiej rady narodowej.
31 grudnia 1959 do gromady Zuzela przyłączono obszar zniesionej gromady Zakrzewo-Kopijki w tymże powiecie (bez wsi Gąsiorowo, Kietlanka i Pułazie).
1 stycznia 1969 do gromady Zuzela przyłączono część obszaru wsi Grodzickie o powierzchni 76 ha z gromady Rytele-Olechny w powiecie sokołowskim w tymże województwie, po czym gromadę Zuzela zniesiono, włączając jej obszar do gromad: Nur (wieś Zuzela), Zaręby Kościelne (wsie Pętkowo Wielkie, Zakrzewo-Kopijki, Zakrzewo-Słomy, Zakrzewo Wielkie, Zgleczewo Panieńskie i Zgleczewo Szlacheckie) i Szulborze Wielkie (wsie Kałęczyn, Opatowina, Smolewo, Smolewo Parcele i Zakrzewo-Zalesie) w powiecie ostrowskim.